# 라노벨부
《라노벨부》 또는 《라노베부》(ラノベ部)는 히라사카 요미가 쓴 일본의 라이트 노벨이다. 삽화는 요타가 담당하고 있다. MF문고 J(미디어 팩토리)를 통해 현재 전 3권이 발행되었으며 대한민국에서는 익스트림 노벨(학산문화사)로 발매되고 있다.
모즈야 무라사키 작화의 만화화 작품이 와니 북스 《코믹 검》로 2010년 12월호부터 연재중.

## 스토리ー
공립 훗츠 고등학교(통칭 후츠 고교)에 입학한 모노노베 후미카는 우연으로 경소설부, 통칭 라노벨부에 입부하게 된다. 이상하게도 "진한" 성격을 가진 친구들과 후미카의 일상을 다루는 이야기.

## 단행본 목록
히라사카 요미, 미디어 팩토리〈MF문고 J〉
1. 2008년 9월 30일 초판 ISBN 978-4-8401-2429-4
2. 2009년 1월 31일 초판 ISBN 978-4-8401-2637-3
3. 2009년 7월 25일 초판 ISBN 978-4-8401-2806-3